# 松村拓希
松村 拓希（まつむら ひろき、1980年12月12日 - ）は、茨城県守谷市出身の陸上競技選手・指導者。専門は中距離・長距離走。
土浦日本大学高等学校、駒澤大学卒業。実業団時代は日清食品グループに所属した。
実業団引退後の2011年、筑波大学大学院人間総合科学研究科体育学専攻に進学。大学院修了後は２年間コーチを務める。
2015年、東京国際大学駅伝部コーチに就任。2023年よりヘッドコーチを務める。

## 主な戦績

### 高校時代
- 1997年 第48回全国高校駅伝 4区区間29位
- 1998年 第49回全国高校駅伝 1区区間17位
- 1999年 全国都道府県対抗男子駅伝 1区区間3位

### 大学時代
- 2000年 関東インカレ2部 5000m3位
- 2000年 日本学生種目別選手権 5000m優勝
- 2001年 第77回箱根駅伝 4区区間6位
- 2001年 第33回全日本大学駅伝 優勝 6区区間賞（区間新記録）
- 2002年 関東インカレ2部 10000m2位・5000m2位
- 2002年 日本インカレ 10000m優勝・5000m4位

### 実業団時代
- 2004年 全国都道府県対抗男子駅伝 3区区間5位
- 2005年 第49回全日本実業団駅伝 4区区間2位
- 2007年 第51回全日本実業団駅伝 1区区間8位
- 2007年 世界クロスカントリー選手権日本代表

### 大学院時代
- 2011年 第88回箱根駅伝予選会 個人405位

## 自己ベスト
- 5000m：13分52秒10[3]
- 10000m：28分18秒88
- ハーフマラソン：1時間04分16秒